# 지문 등 사전등록제
지문 등 사전등록제는 대한민국에서 보호자의 신청을 받아 18세 미만의 아동, 치매환자, 지적·자폐·정신장애인을 대상으로 지문, 사진, 신상 정보 등을 사전에 등록하고, 실종발생 시 등록된 자료를 활용해 신속히 발견하는 제도이다.

## 개요
- 2016년 실종아동 발생건수 중 8세 미만의 어린 1,925명, 특히 1년 중 5월 아동실종건수가 최대(대한민국 경찰청 자료)
- 지문 등록시 평균 46분이면 보호자에게 인계되는 등 아이를 빨리 찾을 수 있다는 장점

## 관련 근거
- 실종아동등의 보호 및 지원에 관한 법률 제7조의 2